# Нагадак
Нагадак (баш. Нуғаҙаҡ) — деревня в Аургазинском районе Республики Башкортостан России. Входит в Нагадакский сельсовет.
Население на 1 января 2009 года составляло 18 человек.
С 2005 современный статус.

## История
Поселок появился при строительстве железной дороги. В селении жили семьи тех, кто обслуживал инфраструктуру железной дороги.
Статус деревня посёлок станции Нагадак приобретен согласно Закону Республики Башкортостан от 20 июля 2005 года N 211-з «О внесении изменений в административно-территориальное устройство Республики Башкортостан в связи с образованием, объединением, упразднением и изменением статуса населенных пунктов, переносом административных центров», ст.1:

6. Изменить статус следующих населенных пунктов, установив тип поселения — деревня…

5) в Аургазинском районе: 

я2) поселка станции Нагадак Нагадакского сельсовета;
До 10 сентября 2007 года называлась деревней станции Нагадак. Переименование прошло согласно Постановлению Правительства РФ от 10 сентября 2007 г. N 572 «О присвоении наименований географическим объектам и переименовании географических объектов в Республике Адыгея, Республике Башкортостан, Ленинградской, Смоленской И Челябинской областях».

 переименовать в Республике Башкортостан:

…в Аургазинском районе — деревню станции Дарьино в деревню Дарьино, деревню Старотурумбетово в деревню Дюртюли, деревню железнодорожный барак 84 км в деревню Малая Ивановка, деревню Ивановка, расположенную на территории Тукаевского сельсовета, в деревню Старая Ивановка, деревню станции Нагадак в деревню Нагадак 

## Население
| 2002 | 2009 | 2010 |
| ---- | ---- | ---- |
| 15   | ↗18  | ↘14  |

Национальный состав
Согласно переписи 2002 года, преобладающие национальности татары (27 %), башкиры (40 %).

## Географическое положение
Расстояние до:
- районного центра (Толбазы): 30 км,
- центра сельсовета (Татарский Нагадак): 3 км,
- ближайшей ж/д станции (Тюкунь): 3 км.

В деревне расположен остановочный пункт Нагадак железнодорожной линии Карламан — Мурапталово Куйбышевской железной дороги. Имеется ежедневное пассажирское пригородное сообщение до Стерлитамака, Уфы, Улукулево.